# Hemiblossia monocerus
Hemiblossia monocerus är en spindeldjursart som beskrevs av Hewitt 1927. Hemiblossia monocerus ingår i släktet Hemiblossia och familjen Daesiidae. Inga underarter finns listade i Catalogue of Life.